# Vožma
Il Vožma (in russo Вожма?) è un fiume della Russia europea settentrionale, tributario del Vygozero. Scorre nei rajon Medvež'egorskij e Segežskij della Repubblica di Carelia, e per un breve tratto nel Onežskij rajon dell'oblast' di Arcangelo.
Il fiume sgorga dal lago Pelozero e sfocia nel Vygozero a sud del villaggio di Valdai. La sua lunghezza è di 93 km, il bacino idrografico è di 1 330 km².